# Rote Kouhl
Das Naturschutzgebiet Rote Kouhl liegt im Gemeindegebiet von Roetgen.

## Beschreibung
Das Gebiet betrifft eine Fläche, die durch Fichtenaufforstungen und Kahlschläge gekennzeichnet ist, innerhalb des Roetgener Waldes. Im westlichen Teil sind wasservegetationreiche Teiche, die von Quellbächen gespeist werden. Ein weiteres Gewässer liegt westlich des Forstweges, hier ist Torfmoos zu finden. Südlich haben sich auf einer von Fichten befreiten Fläche Torfmoose und Sternseggen angesiedelt, was auf Wiedervermoorung hinweist. Der Wert für den Naturschutz des Bereichs Rote Kouhl liegt im Entwicklungspotenzial hinsichtlich einer Wiedervermoorung durch Schließung von Entwässerungsgräben.

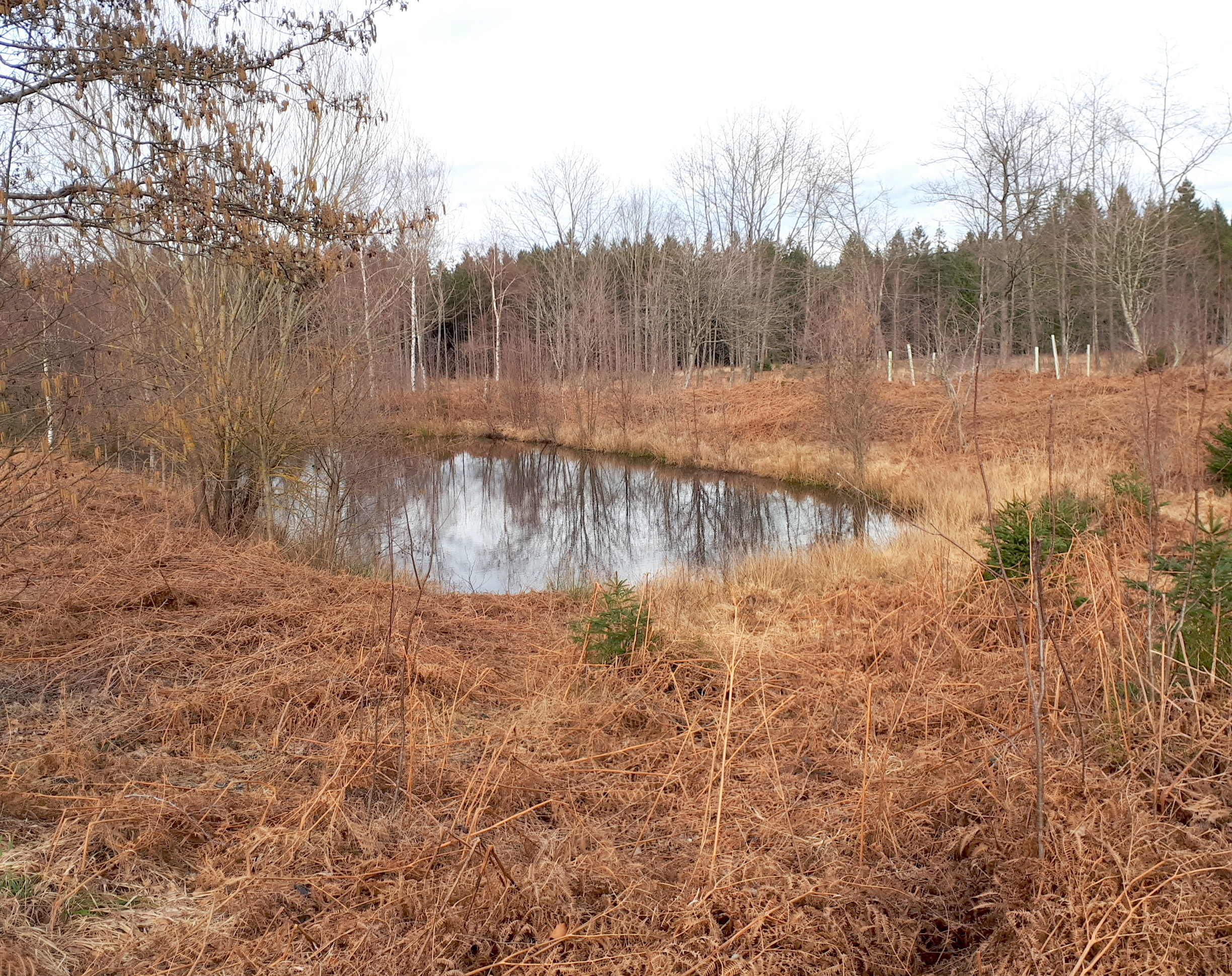
Teich
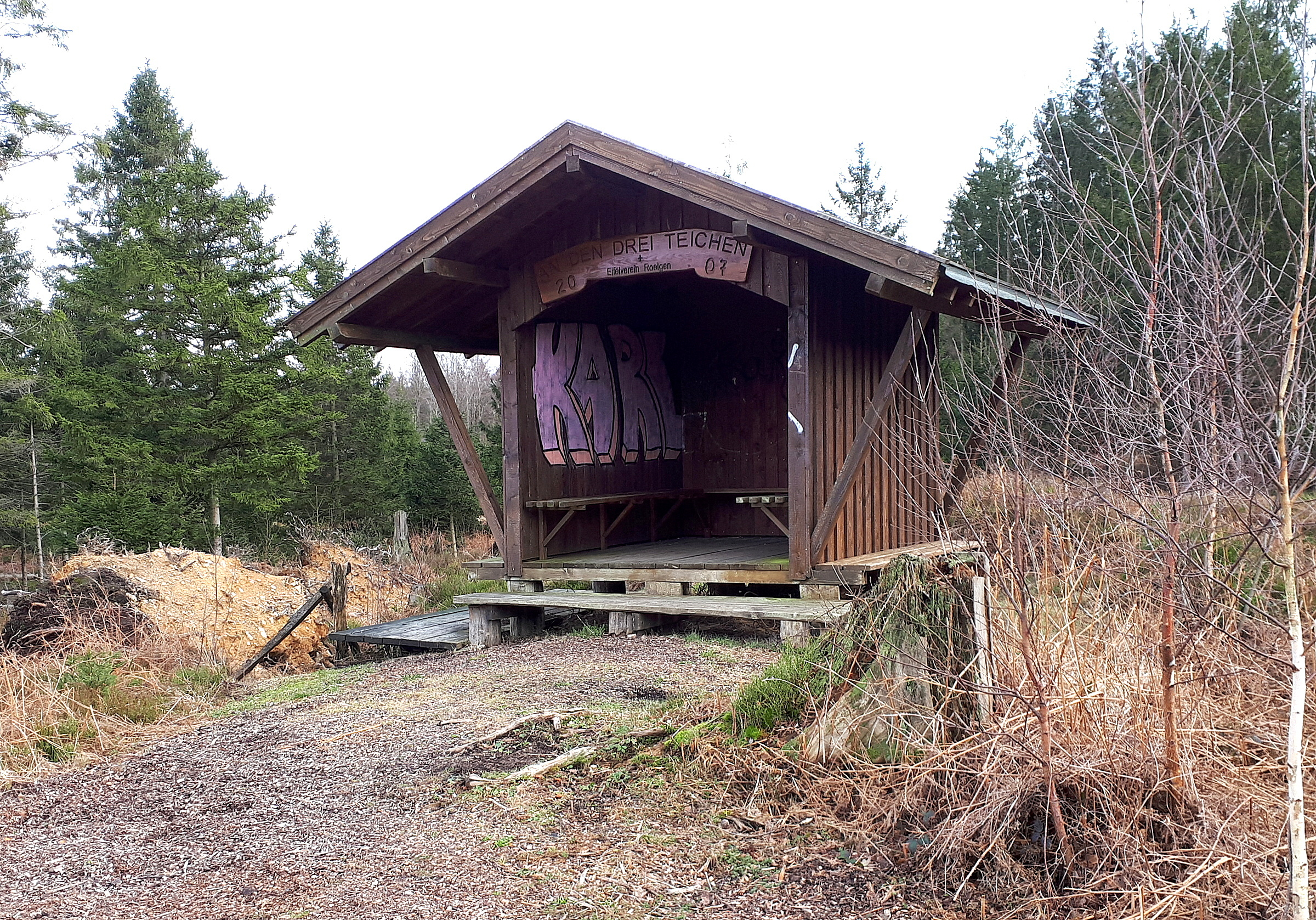
Schutzhütte